# Тоболяк, Анатолий Самуилович
Анатолий Самуилович Тоболяк (1936—2001; настоящая фамилия — Прицкер) — русский советский писатель и сценарист.

## Биография
Родился 31 июля 1936 года в г. Сталинске (ныне — Новокузнецк), Кемеровской области. Рос и учился в Сибири и на Урале.
После окончания средней школы сотрудничал в редакции городской газеты «Орский рабочий». Одновременно в 1955—1960 гг. учился на факультете журналистики Уральского государственного университета (не окончил). Затем работал на Крайнем Севере (Таймыр, Эвенкия) и в Средней Азии.
В 1975 году работал в должности корреспондента Сахалинского областного комитета по телевидению и радиовещанию. Первая его повесть — «История одной любви», опубликованная в журнале «Юность», № 1 за 1975 год, принесла ему всесоюзную известность. И в дальнейшем он состоялся как необычный и весьма талантливый прозаик, повести и романы которого не только читаются на одном дыхании, но и заставляют задуматься читателя.
В 1998 году эмигрировал в Израиль и поселился в Хайфе.
Скончался 16 октября 2001 года в Хайфе.

## Признание и награды
Член Союза писателей СССР.

## Произведения
- Откровенные тетради : Повести / Анатолий Тоболяк; [Худож. А. А. Орехов]. — Владивосток : Дальневост. кн. изд-во, 1982. — 327 с. : ил. ; 17 см. — (Молодая проза Дальнего Востока). Содерж.: История одной любви; Откровенные тетради. — 30000 экз.
- … во все тяжкие : избранное / Анатолий Тоболяк; [сост. Анны Сафоновой, Николая Тарасова; ред.: А. Сафонова; вступ. ст. и примеч. Татьяны Шумиловой]. — Южно-Сахалинск : Сахалинское книжное издательство, 2006. — 646, [1] с. : портр. ; 21 см. В макете загл.: Во все тяжкие… — Библиогр. в подстроч. примеч. Содерж.: История одной любви; Письма туда и обратно; Попытка контакта; Двое в доме; Папа уехал; Денежная история; Во все тяжкие…: (повествование). — 750 экз. — ISBN 5-88453-132-X.
- Письма туда и обратно : Повести / Анатолий Тоболяк; [Худож. Ю. И. Черпаков]. — Южно-Сахалинск : Дальневост. кн. изд-во. Сахалин. отд-ние, 1988. — 240 с. : ил. ; 20 см. Содерж.: Письма туда и обратно; Попытка контакта; Двое в доме; Папа уехал. — 30000 экз.
- Двое в доме : Повести / [Худож. Ю. Гершкович]. — М. : Сов. писатель, 1984. — 246 с., [1] л. портр. : ил. ; 17 см. Содерж.: История одной любви; Двое в доме; Похождения Губина. — 30000 экз.
- Четверо на острове : Повести / Анатолий Тоболяк. — Южно-Сахалинск : Дальневост. кн. изд-во. Сахалин. отд-ние, 1991. — 176 с. ; 20 см. Содерж.: Вокруг Аси; Четверо на острове. — 10000 экз.
- Невозможно остановиться : Легкомысл. роман / Анатолий Тоболяк. — Южно-Сахалинск : Сахалин. обл. кн. изд-во, 1994. — 301, [1] с. ; 20 см. 3000 экз.
- Денежная история ; Некто К. : [Кримин. повести] / Анатолий Тоболяк]. — Южно-Сахалинск : Сахал. обл. кн. изд-во, 1996. — 287 с. : портр. ; 17 см. 500 экз. — ISBN 5-88453-117-6.
- Визит Каткова : Драма в 2 д. : Репертуар Сахал. обл. драм. театра им. Чехова / Отв. ред. Е. Левикова. — М. : ВААП-Информ, 1986. — 89 л. ; 28 см. 75 экз.

## Сценарии фильмов
- 1976 — Только вдвоём. Режиссёр Георгий Кузнецов.